# Eulonchus sapphirinus
Eulonchus sapphirinus is een vliegensoort uit de familie van de spinvliegen (Acroceridae). De wetenschappelijke naam werd gepubliceerd in 1877 door Carl Robert Osten-Sacken.